# Paul Bonifacio Parkinson
Paul Bonifacio Parkinson (Ottawa, 16 febbraio 1991) è un pattinatore artistico su ghiaccio canadese naturalizzato italiano.

## Biografia
È nato a Ottawa da padre canadese e madre italiana, originaria di Oratino. Ha iniziato la carriera agonistica in Canada e nel gennaio 2009 si è distinto diventando vice campione juniores a Saskatoon.
La stagione successiva 2009-2010 ha cominciato a gareggiare in Italia. Nel dicembre 2009, ha partecipato ai campionati italiani di Brescia, dove si è piazzato quarto. La stagione seguente ha ripetuto il suo posto a livello nazionale a Milano e sul podio nel 2012, vincendo la medaglia di bronzo a Courmayeur. Nonostante i risultati non ha preso parte ai campionati internazionali.
Nella stagione 2012-2013 ha presentato un programma rinnovato, pattinando nel programma breve sulle note di Nothing Else Matters dei Metallica e nel programma lungo su Queen Symphony Orchestra (Adagio, Allegro Vivo, Doloroso Andante, Andante Sostenuto). Nel mese di dicembre ha vinto il campionato italiano a Milano, superando Paolo Bacchini. Grazie a questo risultato si è qualificato ai campionati europei di Zagabria 2013, dove ha concluso al trentesimo posto, eliminato dopo il programma corto, e ai campionati mondiali di Londra 2013, dove ha ottenuto il trentatreesimo piazzamento.
Nella stagione 2013-2014, è arrivato secondo ai campionati italiani di Merano, chiudendo alle spalle di Ivan Righini. Agli europei Budapest 2014 ha ottenuto il ventitreesimo posto in classifica europea.
Nel mese di marzo ha rappresentato l'Italia ai Giochi olimpici di Sochi 2014, gareggiando nel singolo maschile e nella gara a squadre. Nel concorso individuale è stato eliminato dopo il programma corto con il ventisettesimo posto. Nella prova a squadre si è piazzato all'ultimo posto sia nel programma corto, sia nel programma libero, guadagnando 7 punti. La nazionale ha concluso al quarto posto, ai piedi del podio.

## Palmarès

### Per l'Italia
| Internazionali            | Internazionali | Internazionali | Internazionali | Internazionali | Internazionali |
| Evento                    | 2009–10        | 2010–11        | 2011–12        | 2012–13        | 2013–14        |
| ------------------------- | -------------- | -------------- | -------------- | -------------- | -------------- |
| Giochi olimpici invernali |                |                |                |                | 27°            |
| Campionati mondiali       |                |                |                | 33°            |                |
| Campionatieuropei         |                |                |                | 30°            | 23°            |
| Challenge Cup             |                |                |                | 5°             |                |
| Crystal Skate             |                |                | 7°             |                |                |
| Cup of Nice               |                | 13°            |                |                | 8°             |
| Finlandia Trophy          |                |                | 7°             |                |                |
| Gardena Spring Trophy     |                | 5°             |                |                |                |
| Golden Spin               |                |                |                | 6°             |                |
| Mont Blanc Trophy         |                | 3°             |                |                |                |
| Nebelhorn Trophy          |                |                |                | 11°            | 10°            |
| Ondrej Nepela Trophy      |                |                | 9°             |                |                |
| Triglav Trophy            |                | 4°             |                |                |                |
| U.S. Classic              |                |                |                | 9°             |                |
| Volvo Open Cup            |                |                |                | 7°             |                |
| Nazionali                 |                |                |                |                |                |
| Campionati italiani       | 4°             | 4°             | 3°             | 1°             | 2°             |
| Eventi a squadre          |                |                |                |                |                |
| Giochi olimpici invernali |                |                |                |                | 4° S           |